# Carduncellus
Genre
Carduncellus est un genre de plantes à fleurs de la famille des Asteraceae.

## Liste d'espèces
Selon Catalogue of Life (28 juin 2013) :
- Carduncellus coeruleus
- Carduncellus hispanicus
- Carduncellus mairei
- Carduncellus monspeliensis

Selon Tropicos (28 juin 2013) (Attention liste brute contenant possiblement des synonymes) :
- Carduncellus araneosus Boiss. & Reut.
- Carduncellus atractyloides Batt.
- Carduncellus caeruleus C. Presl
- Carduncellus calvus Boiss. & Reut.
- Carduncellus catrouxii Emb.
- Carduncellus cuatrecasasii G. López
- Carduncellus dianius Webb.
- Carduncellus duvauxii Batt. & Trabut
- Carduncellus eriocephalus Boiss.
- Carduncellus fruticosus Hanelt
- Carduncellus helenioides Hanelt
- Carduncellus hispanicus Boiss.
- Carduncellus lucens Ball
- Carduncellus mareoticus Hanelt
- Carduncellus mitissimus DC.
- Carduncellus monspeliensium All.
- Carduncellus pinnatus DC.
- Carduncellus pomelianus Batt.
- Carduncellus reboudianus Batt.
- Carduncellus rhaponticoides Cosson & Durieu ex Pomel